# Isaccea
Isaccea es una ciudad con estatus de oraș de Rumania en el distrito de Tulcea, región histórica de Dobruja, en la parte derecha del Danubio. Tiene 5374 habitantes (2002).
La localidad tiene una superficie de 103,97 km², de los que 3,69 son urbanos. La ciudad tiene bajo su administración dos pueblos: Revarsarea y Tichilesti.

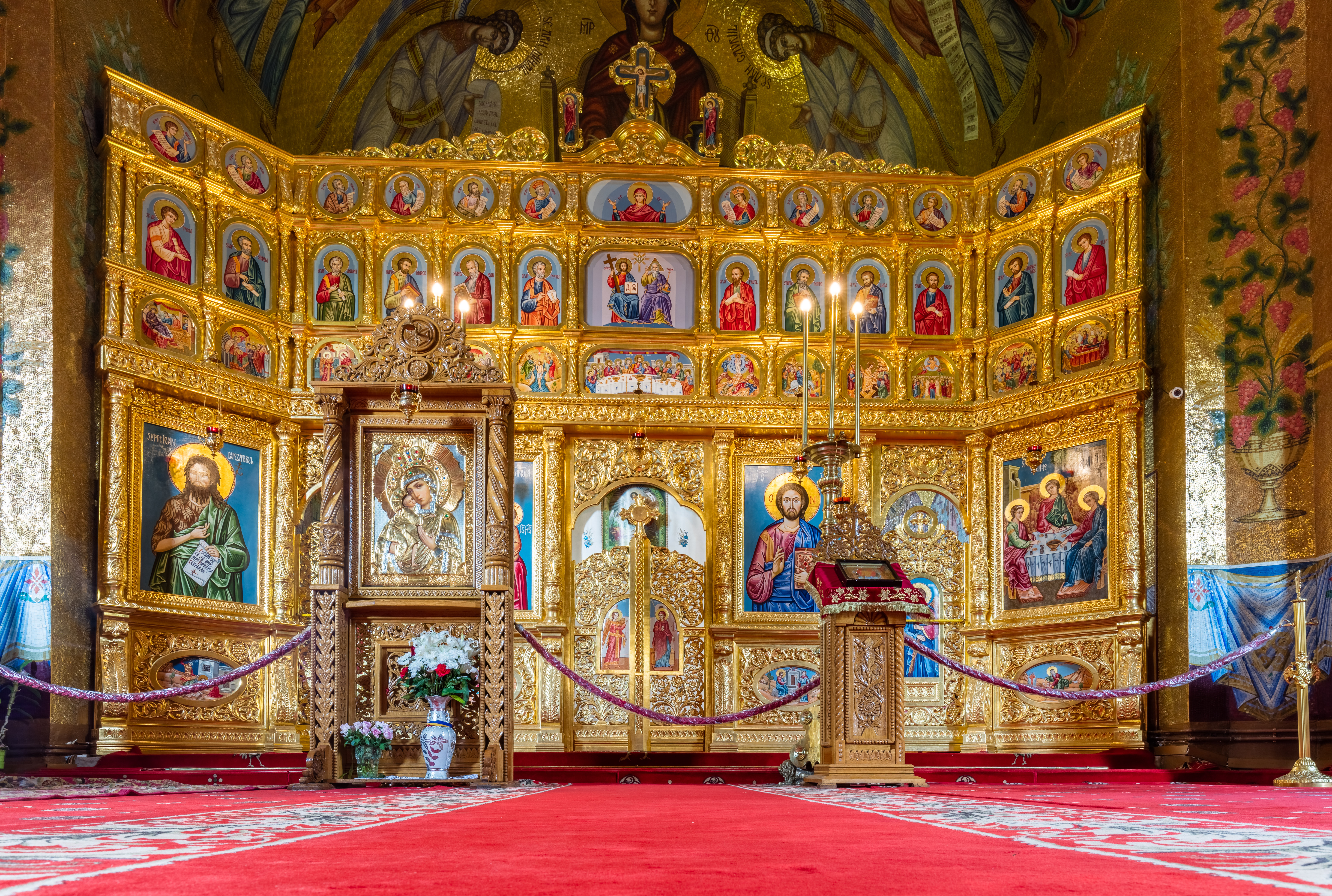
Monasterio de Cocoș.

Está situada a 35 km al noroeste de la ciudad de Tulcea sobre la carretera E87, junto a la frontera con Ucrania marcada por el río Danubio, frente a la localidad ucraniana de Orlivka.